# Screamfest Horror Film Festival

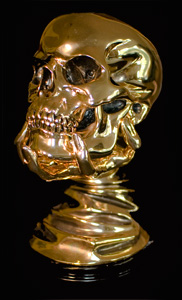
Der Screamfest Skull Award entworfen von Oscar-Gewinner Stan Winston

Das Screamfest Horror Film Festival findet seit 2001 jährlich in Los Angeles statt. Es ist ein bedeutendes Genre-spezifisches Filmfestival, dass seine Schwerpunkte im Bereich Horrorfilm,  Fantasyfilm und Thriller hat. Zum großen Teil werden US-Produktionen vorgestellt, allerdings sind auch immer mehr internationale Teilnehmer zu finden. Es werden dabei Filme in etlichen Kategorien prämiert mit dem Skull Award.

## Geschichte
Ins Leben gerufen wurde das Festival von der Dokumentarfilmemacherin Rachel Belofsky, die auch die Direktorin ist. Später stießen zur Organisation auch der inzwischen verstorbene mehrfache Oscar-Gewinner Stan Winston sowie Brad Miska dazu.
Anfangs fand das Festival noch im kleinen Rahmen in einer Halle einer Filmproduktionsfirma statt, zog aber bald um in das Grauman’s Chinese Theatre in Hollywood und fand in den letzten Jahren auch im Regal Cinemas L.A. Live Stadium 14 in Los Angeles statt.
Namhafte Teilnehmer und Preisträger waren Sam Raimi, Wes Craven, John Carpenter, Eli Roth, James Wan, Paris Hilton, Rob Zombie, David Arquette, Courteney Cox, Ben Foster, Mike Mendez, Lance Henriksen, Clive Barker, Lin Shaye, Robert Englund, Scott Caan, Mercedes McNab, Bill Moseley, Kane Hodder, Tobe Hooper, Danny Trejo, Michael Rooker, James Gunn, Snoop Dogg, Zack Snyder, Stan Winston, Tim Sullivan,  John Landis sowie auch Bands wie Avenged Sevenfold, Fall Out Boy und viele weitere.
Etliche oft erst später bekannt gewordene Werke feierten ihre Premiere hier, u. a. 28 Days Later, Paranormal Activity, Cube Zero, Human Centipede – Der menschliche Tausendfüßler. Trick ’r Treat, President Evil (The Tripper), Run for Blood (Automaton Transfusion), Hatchet, Tödliches Spiel – Would You Rather?, Behind the Mask,  Wolf Creek, Jack Ketchum’s The Lost – Teenage Serial Killer (The Lost), Snoop Dogg's Hood of Horror, Curandero, Feast, Three… Extremes, 2001 Maniacs, Dog Soldiers, Wrong Turn, Wasting Away und andere.